# Wygoda (powiat hajnowski)

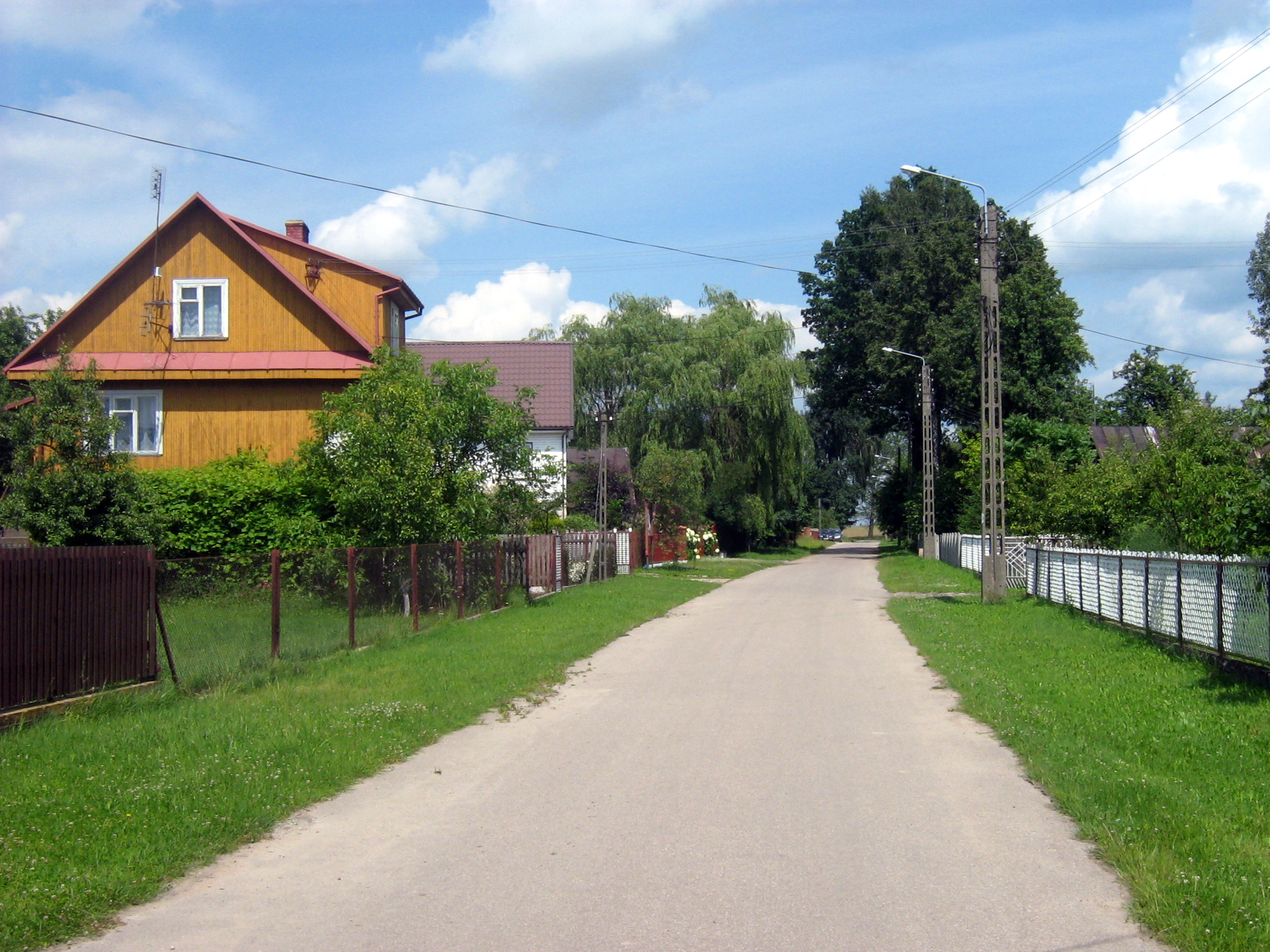
Droga przez wieś

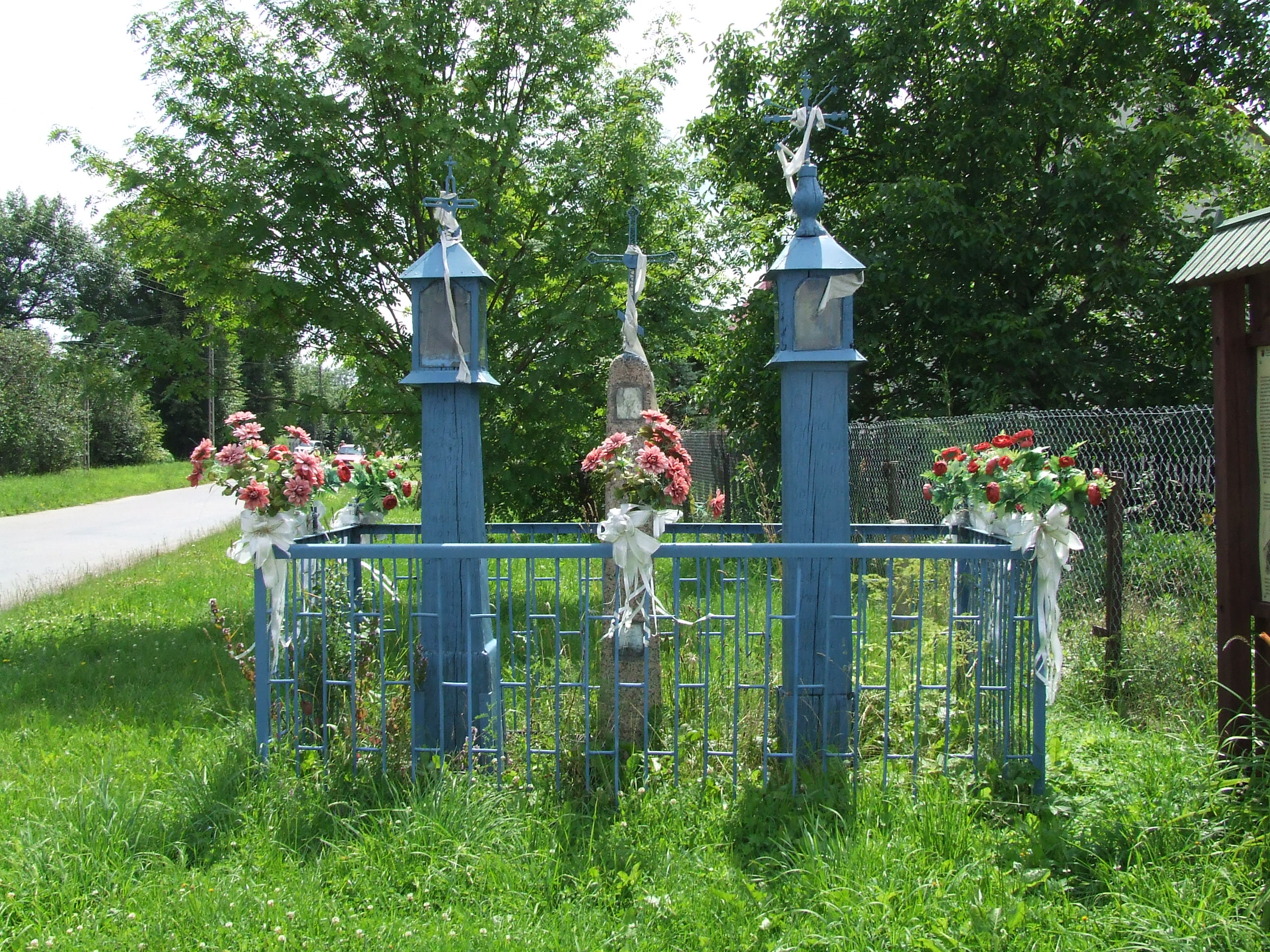
Małe kapliczki i krzyż wotywny

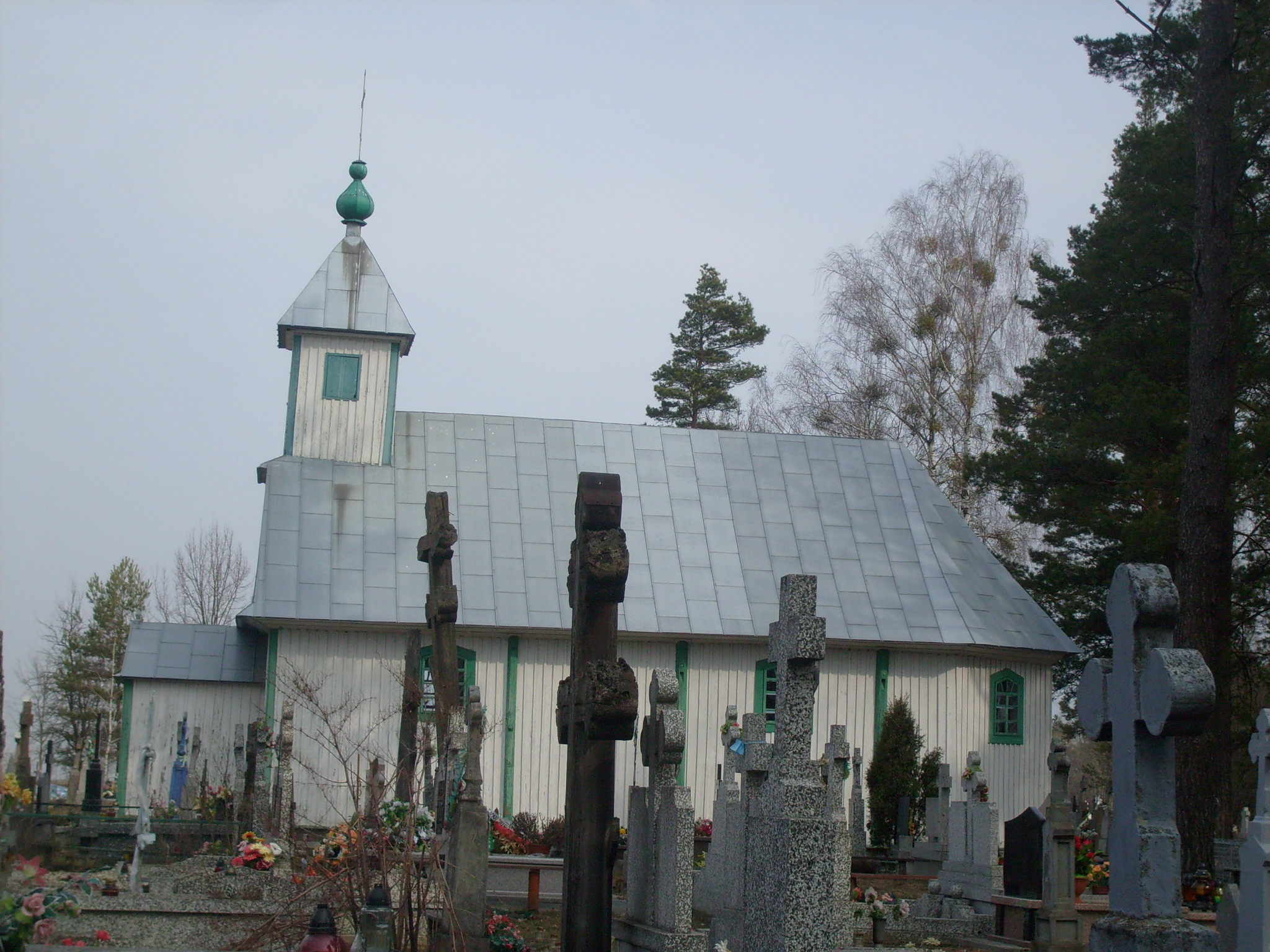
Cerkiew Przemienienia Pańskiego na cmentarzu w pobliżu wsi

Wygoda – wieś w Polsce położona w województwie podlaskim, w powiecie hajnowskim, w gminie Hajnówka. 
Do 1952 część gromady Dolna.
W latach 1975–1998 miejscowość należała administracyjnie do województwa białostockiego.
Według stanu z 31 grudnia 2012 mieszkało tu 29 stałych mieszkańców.
Prawosławni mieszkańcy wsi należą do parafii Parafia Wniebowstąpienia Pańskiego w Nowoberezowie, a wierni kościoła rzymskokatolickiego do parafii Podwyższenia Krzyża Świętego i św. Stanisława, Biskupa i Męczennika w Hajnówce.
W pobliżu wsi (w granicach Nowoberezowa) znajduje się prawosławny cmentarz z zabytkową, XIX-wieczną cerkwią pod wezwaniem Przemienienia Pańskiego.